# Malik Rahim

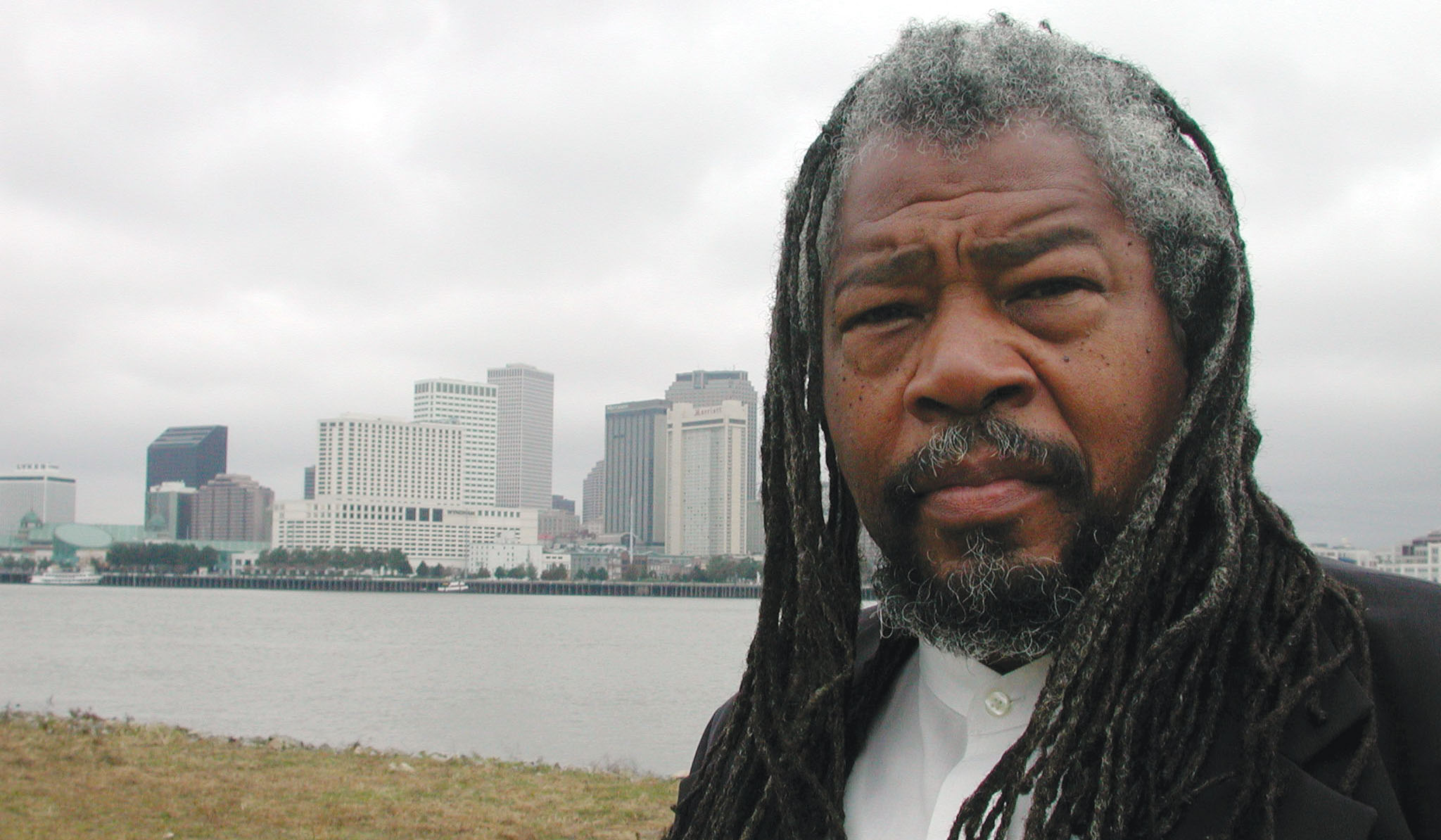
Malik Rahim

Malik Rahim (* 17. Dezember 1947 in New Orleans; ursprünglich Donald Guyton) gehörte zur Black Panther Party und ist heute ein Mitglied der US-amerikanischen Green Party.

## Leben
Er wurde als zweites von fünf Kindern von Loubertha Johnson geboren. Er wuchs in New Orleans auf und machte dort die seine ersten Erfahrungen mit Rassismus.
Er lebt heute im US-Staat Louisiana. Bekanntheit erlangte er in jüngerer Zeit durch sein Engagement nach dem Hurrikan Katrina in New Orleans und den Aufbau der basisdemokratischen Gruppe Common Ground Collective, aus dem Mutual Aid Disaster Relief hervorging. Malik ist aktiv in der amerikanischen Umweltgerechtigkeitsbewegung. 2008 erhielt er den Thomas Merton Award für Frieden und soziale Gerechtigkeit.